# Lamak Senulu
Lamak Senulu is een bestuurslaag in het regentschap Belu van de provincie Oost-Nusa Tenggara, Indonesië. Lamak Senulu telt 1076 inwoners (volkstelling 2010).